# Jessy Veilleux
Jessy Veilleux est un peintre cache numérique.
Jessy Veilleux est originaire du Québec, diplômé en beaux-arts et effets spéciaux créés par ordinateur, diplômé du Centre NAD en 2000. Dès 2001, il se dirige vers une nouvelle variante du domaine des effets spéciaux par ordinateur, la peinture cache numérique.
Il a œuvré dans plusieurs films, séries télévisées et publicités comme peintre cache :
- 2006 - 300
- 2006 - Silent Hill
- 2006 - Assassin
- 2005 - Prince of Persia : les Deux Royaumes
- 2005 - National Geographic: Biblical Mystery
- 2005 - Shark Boy and the Lava Girl
- 2004 - Sin City
- 2004 - Racing Stripes
- 2004 - Capitaine Sky et le Monde de demain
- 2003 - Nouvelle-France
- 2003 - Spy Mate
- 2003 - Different Loyalty
- 2003 - Spy Kids III
- 2003 - Il était une fois au Mexique... Desperado 2
- 2003 - La Grande Séduction
- 2002 - Spy Kids II
- 2002 - Napoléon
- 2001 - Molson Ex 1903 (publicité)
- 2001 - Station Nord